# 리치 풀처

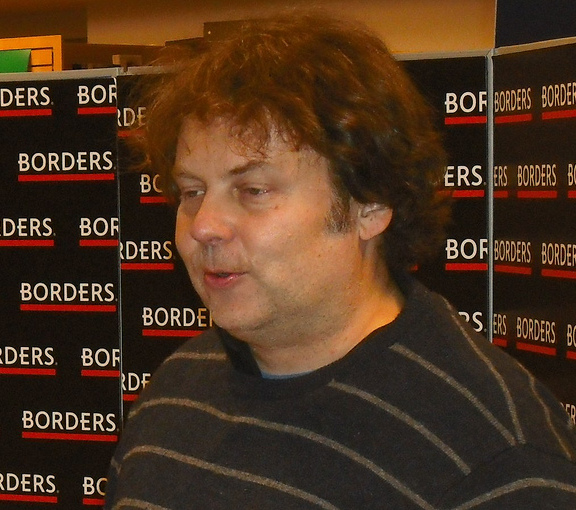

리치 풀처(Rich Fulcher, 1968년 11월 18일 ~ )는 미국의 텔레비전 배우, 각본가이다.
매사추세츠주에서 태어났다.

## 영화
- 웡카 (2023년) - 래리 처클스워스 역
- 하이 로드 (2011년) - 아니 역
- 아더 크리스마스 (2011년) - 엘프 목소리 역
- 퍼니 오어 다이 프레즌트 (2009년)
- 버니 앤 더 불 (2009년)
- 와일드 걸스 곤 (2007년)
- 사라 실버맨 프로그램 (2007년)